# Hell in a Cell (2009)
Hell in a Cell (2009) — первое по счёту шоу Hell in a Cell, PPV-шоу производства американского рестлинг-промоушна World Wrestling Entertainment (WWE). Шоу прошло 4 октября 2009 года на арене «Пруденшал-центр» в Ньюарке, Нью-Джерси, США.

## Результаты
| #                                | Поединок                                                                             | Условия                                                    | Время |
| -------------------------------- | ------------------------------------------------------------------------------------ | ---------------------------------------------------------- | ----- |
| PreShow                          | Мэтт Харди победил Майка Нокса                                                       | Одиночный матч                                             | 06:00 |
| 1                                | Гробовщик победил СМ Панка (с)                                                       | матч «Ад в клетке» за титул чемпиона мира в тяжёлом весе   | 10:24 |
| 2                                | Джон Моррисон (с) победил Дольфа Зигглера                                            | Одиночный матч за титул интерконтинентального чемпиона WWE | 15:41 |
| 3                                | Микки Джеймс (с) победила Алисию Фокс                                                | Одиночный матч за титул чемпионки Див WWE                  | 05:20 |
| 4                                | Джери-Шоу (Крис Джерико и Биг Шоу) (с) победили Батисту и Рея Мистерио               | Командный матч за титулы Командных чемпионов WWE           | 13:41 |
| 5                                | Рэнди Ортон победил Джона Сину                                                       | Матч «Ад в Клетке» за титул чемпиона WWE                   | 21:24 |
| 6                                | Дрю Макинтайр победил R-Truth                                                        | Одиночный матч                                             | 04:38 |
| 7                                | Кофи Кингстон (c) победил Джека Сваггера и Миза                                      | Матч «Тройная Угроза» за титул чемпиона Соединённых Штатов | 07:53 |
| 8                                | Дегенерация Икс (Triple H и Шон Майклз) победили Наследие (Коди Роудс и Тед ДиБиаси) | Командный матч «Ад в Клетке»                               | 18:02 |
| (c) — чемпион на момент поединка |                                                                                      |                                                            |       |